# Nohavička
Nohavička je rybník nacházející se v obci Vyžlovka v okrese Praha-východ ve Středočeském kraji. Rozloha rybníka je 0,9 ha.

## Popis
Rybník je podlouhlého tvaru s hrází orientovanou jihozápadním směrem. V jeho okolí se nachází převážně louky, na jihovýchodním břehu pak zástavba s ulicí Jevanská. Východní břeh rybníka je zamokřený. Je napájen bezejmenným potokem tekoucím od silnice Na Staré cestě. Voda odtéká požerákem a přepadem jihozápadním směrem do Vyžlovského rybníka.

## Galerie

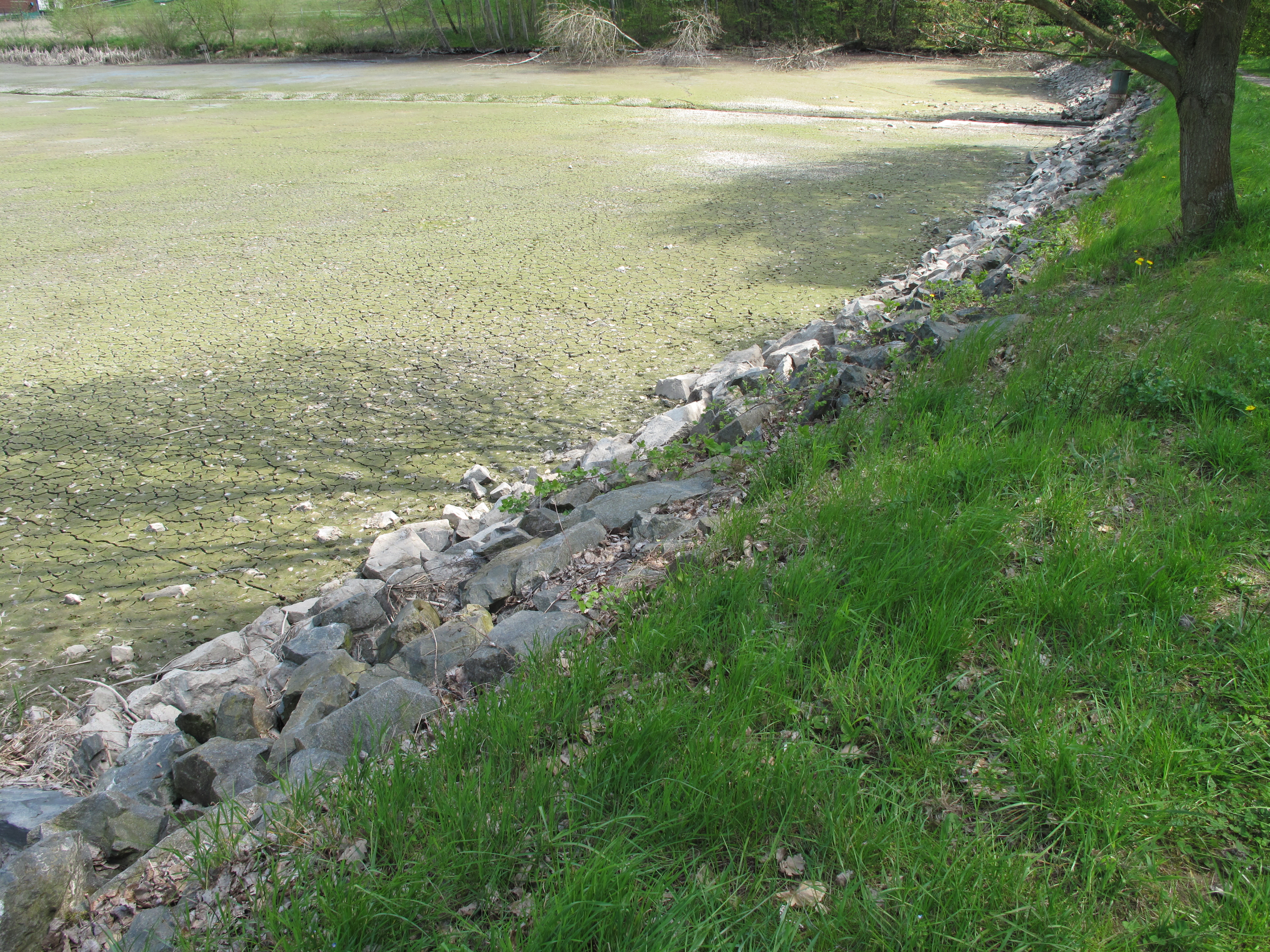
Část hráze
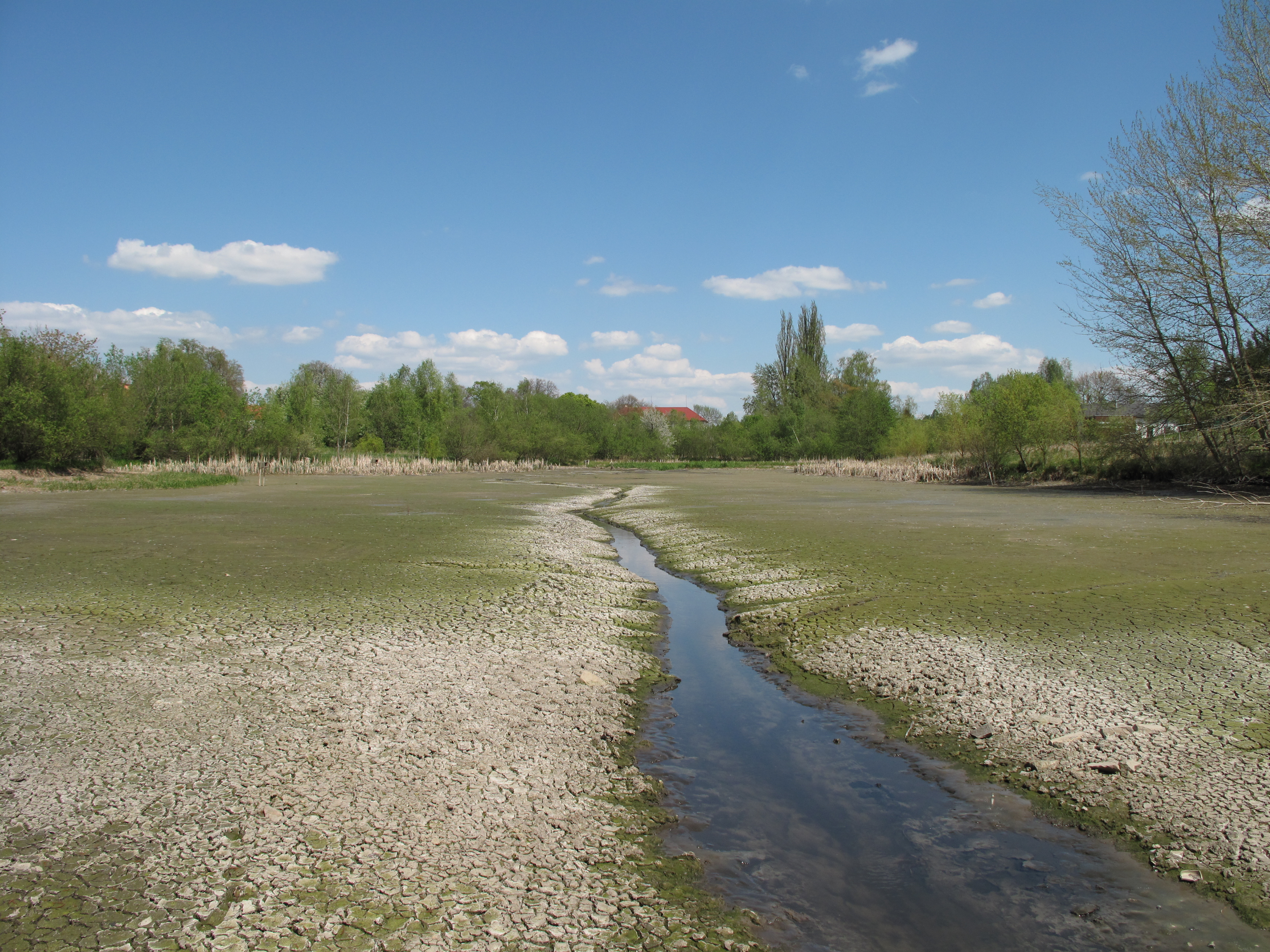
Potok tekoucí středem
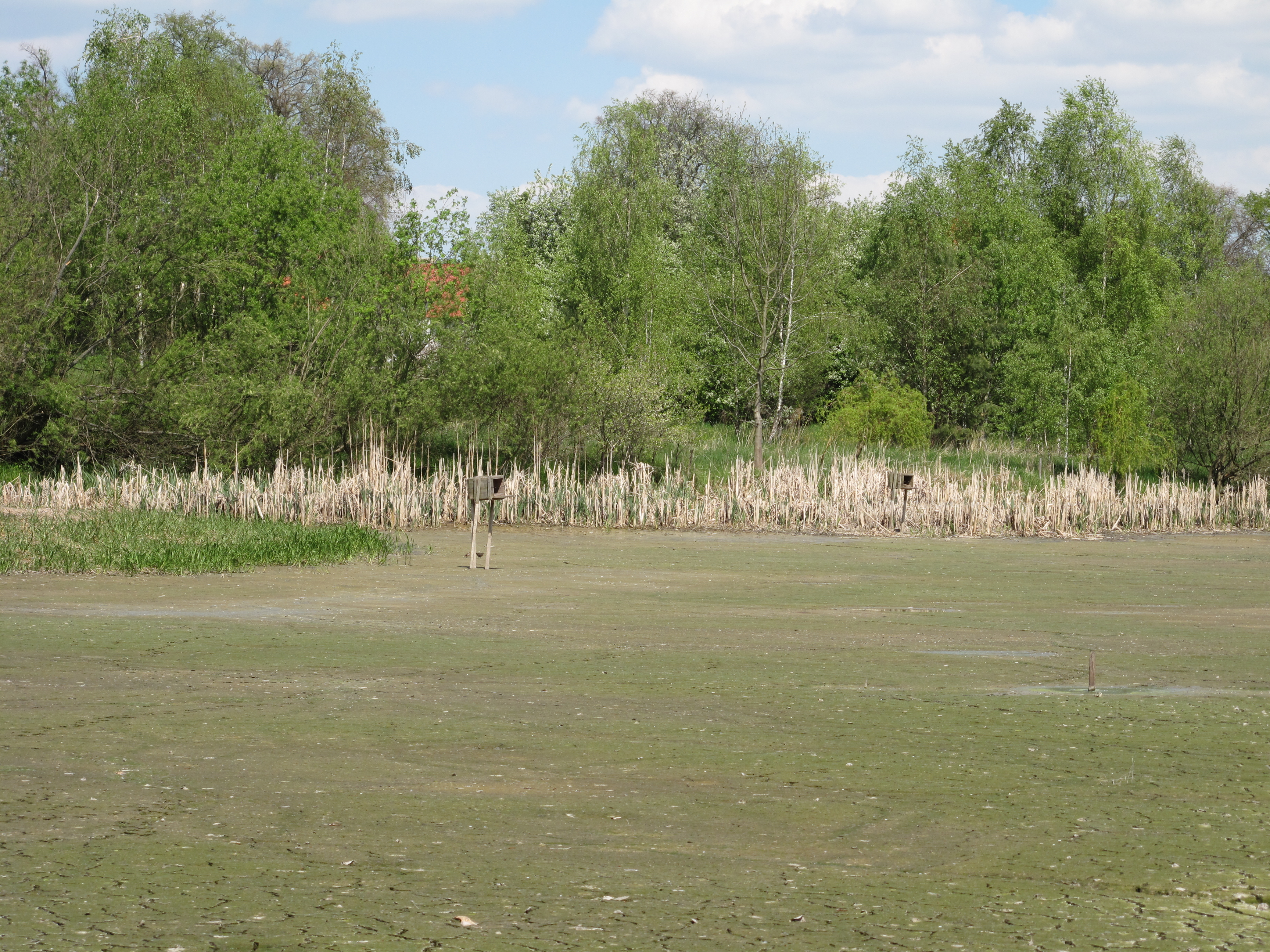
Pobřežní rákosiny